# Time 100: Danh sách nhân vật ảnh hưởng nhất trên thế giới năm 2015
Danh sách nhân vật ảnh hưởng nhất trên thế giới năm 2015 là một bản danh sách bình chọn những nhân vật ảnh hưởng đến thế giới trong năm 2015 do tạp chí TIME (Mỹ), công bố vào năm 2015.

## Nhân vật của năm 2015
- Angela Merkel

## Những nhà lãnh đạo và những nhà cách mạng
- Jorge Ramos
- Narendra Modi
- Angela Merkel
- Bob Corker
- Rula Ghani
- Muhammadu Buhari
- Alexis Tsipras
- Vladimir Putin
- Obiageli Ezekwesili
- Elizabeth Warren
- Haider Al-Abadi
- Joko Widodo
- King Salman bin Abdulaziz Al Saud
- Tập Cận Bình
- Jeb Bush
- Tom Frieden
- Samantha Power
- Raúl Castro
- Kim Jong Un
- Abubakar Shekau
- Benjamin Netanyahu
- Hillary Clinton
- Martin Dempsey
- Beji Caid Essebsi
- Adam Silver
- Lu Wei
- Marine Le Pen
- Barack Obama
- Mitch McConnell
- Mohammad Javad Zarif
- Joanne Liu

## Những nhà xây dựng và những nhà sáng tạo
- Kanye West
- Lorne Michaels
- Mellody Hobson
- Tim Cook
- Elizabeth Holmes
- Charles Koch
- David Koch
- Susan Wojcicki
- Chanda Kochhar
- Tony Fernandes
- Lee Daniels
- Reid Hoffman
- Kim Kardashian West
- Janet Yellen
- Lei Jun
- Danny Meyer
- Bob Iger
- Satya Nadella
- Jorge Paulo Lemann

## Những người nổi tiếng trong thế giới nghệ thuật và giải trí
- Bradley Cooper
- Richard Linklater
- Chris Ofili
- Julianna Margulies
- Amy Schumer
- Alexander Wang
- Jill Soloway
- Chris Pratt
- Audra McDonald
- Tim McGraw
- Kevin Hart
- Chimamanda Ngozi Adichie
- Julianne Moore
- Christopher Nolan
- Marie Kondo
- John Oliver

## Những người hùng và những thần tượng
- Ruth Bader Ginsburg
- Taylor Swift
- Diane von Furstenberg
- Gabriel Medina
- Haruki Murakami
- Björk
- Jerry Brown
- Abby Wambach
- Ina Garten
- Thomas Piketty
- Malala Yousafzai
- Pope Francis

## Những người tiên phong
- Misty Copeland
- Scott Kelly
- ơEmmanuelle Charpentier
- Jennifer Doudna
- Brian Chesky
- Jimmy Lai
- Emma Watson
- Vikram Patel
- Pardis Sabeti
- Reese Witherspoon
- Bryan Stevenson
- Chai Jing
- Magnus MacFarlane-Barrow
- Kira Orange Jones
- Aura Elena Farfán
- Martin Blaser
- Anita Sarkeesian
- Tom Catena
- Rudolph Tanzi
- Mustafa Hassan
- Laverne Cox
- Sarah Koenig